# Dot.Kill
Dot.Kill, ook uitgebracht als Digital Reaper, is een Amerikaanse thriller uit 2005 onder regie van John Irvin.

## Verhaal
Charlie Daines (Armand Assante) is een inspecteur van de politie in Brooklyn. Hij is een verstokt roker, maar zijn vrouw Mary (Clare Holman) en zoon Steven (Frank Nasso) willen dat hij het doktersadvies opvolgt om daar per direct mee te stoppen. Daines houdt alleen verborgen voor zijn familie dat hij van de dokter te horen heeft gekregen dat het voor zijn gezondheid al te laat is. Hij is terminaal ziek en komt zijn dagen door met het slikken van grote dosissen oxycontin. Dat zijn hoestbuien en worstelingen om lucht te krijgen steeds ernstiger worden, valt niettemin heel zijn omgeving op, ook zijn collega's. Die weten alleen evenmin dat Daines stervende is. Hij ploetert immers gewoon door en blijft zich richten op zijn werk, het belangrijkste ding in zijn leven naast Mary en Steven.
Steven surft graag op het internet en krijgt plotseling een pop-up op zijn scherm waarin een filmpje wordt vertoond van een stervende man. De gebeurtenissen blijken live, echt en nabij, want Daines wordt even later naar de plaats delict geroepen. Daar blijkt het de steenrijke Equivalum-directeur Edward Maxwell (Jeff Merchant) te zijn die voor het oog van de camera werd vermoord. Het filmpje werd uitgezonden op de website van zijn bedrijf, die dagen daarvoor werd gehackt. De dader heeft een boodschap op de site gezet waarin hij duidelijk maakt dat hij de wereld wil genezen van de ziekte die heb- en consumeerzucht volgens hem is en in zijn ogen de wereld verziekt. Op de plaats delict worden een laptop en een webcam aangetroffen, maar geen enkel spoor naar de dader. Het filmpje blijkt bovendien verzonden met een signaal dat eerst de halve wereld overgaat en vrijwel ontraceerbaar is.
Daines duikt met zijn vertrouwde, pre-computertijdperk methodes in het onderzoek. Zijn team stelt tot zijn minachting de aan een rolstoel gekluisterde IT-expert Adam (Raffaello Degruttola) aan om hem te helpen. Daines longklachten worden ondertussen steeds erger. Omdat zijn dokter weigert hem nog meer oxycontin te geven, wendt hij zich tot Jane (Morven Christie). Zij is een ex-drugsverslaafde die hij ooit arresteerde en daardoor weer clean werd. Ze weet niettemin nog wel waar illegale verdovende middelen te krijgen zijn en is Daines altijd dankbaar gebleven. Via haar kan hij zodoende regelmatig een dosis morfine injecteren, waarmee hij toch kan blijven functioneren. Dat is nodig want de moord op Maxwell blijkt niet de enige. De pop-up verschijnt nog twee keer op de Equivalum-website met filmpjes van nieuwe slachtoffers, die allebei in een dodelijke valstrik om het leven komen. De één valt te pletter, de ander verdrinkt.
Adam meldt zich bij agent Harwell (Sonny Marinelli) om te melden dat hij een verdachte heeft. Door de moorden op rijke zakenmensen, tuimelen de NASDAQ en de Dow Jones namelijk omlaag. Dit is precies wat antiglobalist Thadeus Moore (Jason Lake) altijd heeft willen bereiken en waarvoor hij verschillende keren is gearresteerd. Bovendien dreigde Moore acht jaar eerder om live op het internet zelfmoord te plegen, wat toen voorkomen werd. Daines wordt opgeroepen om met een team bij Moore binnen te vallen. Die kijkt alleen stomverbaasd op. Hij ligt op bed met twee pas geopereerde benen en weet totaal niet waar het over gaat. Ondertussen blijkt slachtoffer vier ontvoerd en voor de webcam gezet. Het is Daines' vriendin Jane die geboeid aan het stuur van een auto zit, die daarop ontploft. Daines realiseert zich dat de dader iemand moet zijn die hem kent.

## Rolverdeling
| Acteur               | Personage                | Opmerking             |
| -------------------- | ------------------------ | --------------------- |
| Armand Assante       | Charlie Daines           |                       |
| Clare Holman         | Mary                     |                       |
| Frank Nasso          | Stevie                   |                       |
| Raffaello Degruttola | Adam                     |                       |
| Sonny Marinelli      | Harwell                  |                       |
| Stanley Townsend     | Byrnes                   |                       |
| Morven Christie      | Jane                     |                       |
| Jason Durran         | C.I.T.U-specialist Mitch |                       |
| Tony Schiena         | C.I.T.U-specialist Pete  |                       |
| Jeff Merchant        | Edward Maxwell           |                       |
| Siri Steinmo         | Barbara Canosa           | Maxwells secretaresse |
| Ray Nicholas         | Charles Horvath          |                       |
| Frank Henson         | Michael McEllroy         |                       |
| Kieran Cunningham    | Frank Schuman            |                       |
| Jason Lake           | Thadeus Moore            |                       |
| James Jordan         | Dr. Morelli              |                       |